# Blanzay
Blanzay är en kommun i departementet Vienne i regionen Nouvelle-Aquitaine i västra Frankrike. Kommunen ligger i kantonen Civray som tillhör arrondissementet Montmorillon. År 2022 hade Blanzay 804 invånare.

## Befolkningsutveckling
Antalet invånare i kommunen Blanzay
| Referens: INSEE |